# Список легіонерів «Зорі» (Луганськ)

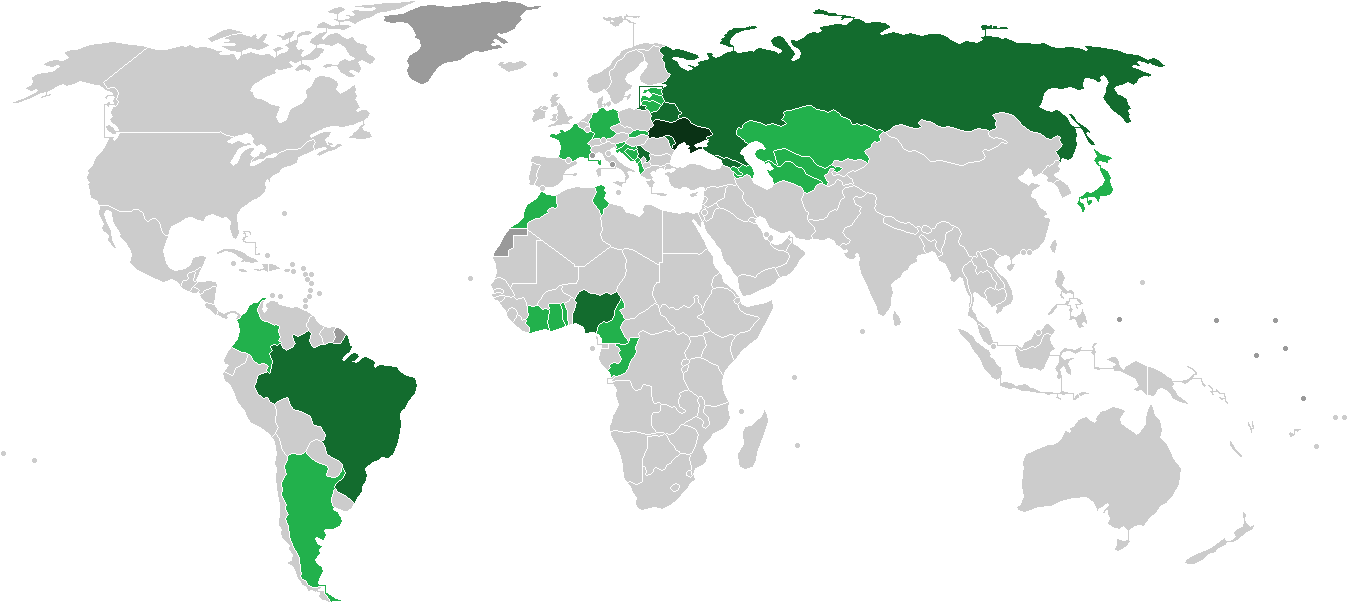
Громадянство гравців луганської «Зорі». Темно-зеленим позначено країни, громадянами яких було щонайменше 5 гравців клубу, світло-зеленим — менше 5-ти.

Список легіонерів футбольного клубу «Зоря» Луганськ містить перелік усіх футболістів, які на момент своїх виступів за клуб були ромадянами іноземних держав. За історію існування луганської команди в її складі перебувало 98 футболістів-громадян 32 іноземних держав. Найбільше представництво серед усіх гравців-іноземців мала Бразилія — 15 футболістів. Також велике представництво у різний час мали Грузія (12 легіонерів), Сербія (10), Росія (8) та Білорусь (7).
Серед футболістів-іноземців рекордсменом за кількістю зіграних матчів є грузинський гравець Джаба Ліпартія, який у складі «Зорі» провів 167 поєдинки, забивши 14 голів у різних турнірах. Саме Ліпартії належить рекорд за кількістю ігор у складі луганської команди, проведених у рамках Чемпіонатів України (Прем'єр-ліга) — 145 матчів, та Кубку України — 14 матчів. Найкращим бомбардиром серед іноземців є сербський футболіст Желько Любенович, який забив 27 м'ячів (23 — у чемпіонаті, 1 — у кубку, 3 — у єврокубках) за 164 зіграних матчі (2 місце серед легіонерів). Любенович є найкращим голеадором у чемпіонатах України (24 голи) та єврокубках (3 голи) серед легіонерів «Зорі», а також лідером за кількістю проведених матчів у Лізі Європи — 15 ігор.
Окрім польових гравців, у складі «Зорі» в різний час були 5 воротарів-іноземців. Найбільше ігор зіграв хорватський голкіпер Кршеван Сантіні, який зіграв 35 матчів (31 — у чемпіонаті, 3 — у кубку, 1 — у кваліфікації Ліги Європи), пропустивши 47 голів у всіх турнірах.
Станом на сезон 2019—2020 років у складі «Зорі» перебуває 9 футболістів-легіонерів: воротарі Заурі Махарадзе (Грузія), Луїс Феліпе (Бразилія) та Нікола Васіль (Боснія і Герцеговина), польові гравці Лазіо, Матеус Нортон (обидва Бразилія), Анджело Качавенда, Неманья Іванович (обидва Сербія), Йоель Абу Ханна (Німеччина), Іцукі Урата (Японія).

## Список
Статистика подана станом на зимову перерву сезону 2019—2020 років.
| Футболіст            | Поз. | Країна               | Період    | Попередній клуб     | Наступний клуб     | Теперішній клуб  | ІЧ (Г)   | ІК (Г) | ІЄ (Г) |
| -------------------- | ---- | -------------------- | --------- | ------------------- | ------------------ | ---------------- | -------- | ------ | ------ |
| Самір Хаїров         | ЗХ   | Азербайджан          | 1995-1996 | Баки Фелхесі        | Баки Фелхесі       | завершив кар'єру | 10 (0)   |        | 0      |
| Владислав Носенко    | ЗХ   | Азербайджан          | 2003-2004 | Десна               | Булат-АМТ          | завершив кар'єру | 1 (0)    |        | 0      |
| Шпетім Бабай         | ПЗ   | Албанія              | 2008-2009 | Ельбасані           | Шахтар Караганда   | завершив кар'єру | 6 (0)    | 0      | 0      |
| Паріт Джихані        | НП   | Албанія              | 2008-2011 | Беса                | Кастріоті          | завершив кар'єру | 50 (13)  | 2 (0)  | 0      |
| Рубен Гомес          | ПЗ   | Аргентина            | 2008-2009 | Металург Д →        | Металург Д         |                  | 22 (0)   | 2 (0)  | 0      |
| Геннадій Мардас      | ПЗ   | Білорусь             | 1991-1992 | Динамо Мінськ       | Німан              | завершив кар'єру | 23 (0)   |        |        |
| Сергій Мирошкін      | ЗХ   | Білорусь             | 1991-1992 |                     | Німан              | завершив кар'єру | 15 (0)   |        |        |
| Олександр Мозговий   | ЗХ   | Білорусь             | 1993-1994 | Спартак-Аланія      | Локомотив Вітебськ | 3 (0)            |          |        |        |
| Олександр Гридюшко   | НП   | Білорусь             | 1993-1995 | 36 (9)              |                    |                  |          |        |        |
| Сергій Чернишов      | ПЗ   | Білорусь             | 1994-1995 | Двина               | Система-Борекс     | завершив кар'єру | 16 (0)   |        |        |
| Юрій Зенін           | ПЗ   | Білорусь             | 1995-1996 | Полісся Козенки     | Хімік Світлогорськ | 3 (0)            |          |        |        |
| Михайло Сіваков      | ЗХ   | Білорусь             | 2015-2017 | Габала              | Оренбург           | Оренбург         | 36 (1)   | 7 (1)  | 3 (0)  |
| Тоні Шуніч           | ЗХ   | Боснія і Герцеговина | 2012-2014 | Зрінськи            | Кубань             | Динамо Москва    | 63 (3)   | 3 (0)  |        |
| Нікола Васіль        | ВР   | Боснія і Герцеговина | з 2019    | Нюрнберг            | —                  | Зоря             |          |        |        |
| Флавіо Діас          | НП   | Бразилія             | 2006-2007 | 15 листопада        | Пелотас            | завершив кар'єру | 6 (2)    | 0      | 0      |
| Адріано Спадотто     | ПЗ   | Бразилія             | 2006-2007 | Тун                 | Атлетіку Паранаваї | завершив кар'єру | 1 (0)    | 0      | 0      |
| Жуніор               | ПЗ   | Бразилія             | 2008-2009 | Легія               | Металург З         | без клубу        | 14 (4)   | 2 (1)  | 0      |
| Бруно Ренан          | ПЗ   | Бразилія             | 2011-2012 | Шахтар →            | Шахтар             | 3 лютого         | 8 (0)    | 0      | 0      |
| Майкон               | НП   | Бразилія             | 2012-2013 | Шахтар →            | Шахтар             | помер            | 4 (0)    | 0      | 0      |
| Данило               | НП   | Бразилія             | 2013-2015 | Сьйон               | Кубань             | Гонвед           | 48 (14)  | 2 (0)  | 0      |
| Рафаел Форстер       | ЗХ   | Бразилія             | 2016-2017 | Гояс                | Лудогорець         | Лудогорець       | 34 (6)   | 4 (1)  | 6 (1)  |
| Паулінью             | НП   | Бразилія             | 2016-2018 | Корінтіанс          | Левські            | Левські          | 40 (4)   | 3 (0)  | 5 (0)  |
| Леонідас             | ПЗ   | Бразилія             | 2017-2018 | Віла-Нова           | Олімпік            | Віла-Нова        | 1 (0)    | 0      | 1 (0)  |
| Юрі                  | НП   | Бразилія             | 2017-2018 | Аваї                | Ан-Наср            | Аль-Фейха        | 25 (11)  | 0      | 5 (0)  |
| Сілас                | ПЗ   | Бразилія             | 2017-2019 | Інтернасьйонал      | Хапоель Іроні →    | Хапоель Іроні →  | 48 (5)   | 3 (0)  | 9 (1)  |
| Рафаел Ратао         | НП   | Бразилія             | 2018-2019 | Оесте               | Слован             | Слован           | 11 (2)   |        | 4 (2)  |
| Луїс Феліпе          | ВР   | Бразилія             | з 2018    | Інтернасьйонал      | —                  | Зоря             | 12 (-15) | 2 (-2) | 4 (-5) |
| Матеус Нортон        | ПЗ   | Бразилія             | з 2019    | Флуміненсе          | —                  | Зоря             | 1 (0)    | 0 (0)  | 0 (0)  |
| Лазіо                | ЗХ   | Бразилія             | з 2019    | Атлетико Ітапемірім | —                  | Зоря             |          |        |        |
| Єгіше Мелікян        | ПЗ   | Вірменія             | 2009      | Уліссес             | Уліссес            | завершив кар'єру | 14 (1)   | 0      | 0      |
| Гегам Кадимян        | ПЗ   | Вірменія             | 2016-2017 | Карпати             | Ворскла            | Ворскла          | 4 (0)    | 0      | 0      |
| Даніель Аддо         | ЗХ   | Гана                 | 2011-2013 | Кінг Файсал Бейбіс  | Ерміс              | Гокулам Керала   | 21 (0)   | 0 (0)  | 0      |
| Михайло Поцхверія    | НП   | Грузія               | 1993-1994 | Ростсельмаш         | Металург З         | завершив кар'єру | 35 (5)   |        |        |
| Михайло Поцхверія    | НП   | Грузія               | 2007-2008 | вільний агент       | —                  | завершив кар'єру | 35 (5)   |        |        |
| Гела Квітатіані      | ЗХ   | Грузія               | 1994-1995 | Шевардені-1906      | Шевардені-1906     | завершив кар'єру | 26 (3)   |        |        |
| Іван Джугелі         | НП   | Грузія               | 1995-1996 | Темп                | Таврія             | завершив кар'єру | 17 (3)   |        |        |
| Темур Дімітрішвілі   | ЗХ   | Грузія               | 1995-1996 | Шевардені-1906      | Динамо Тбілісі     | завершив кар'єру | 35 (0)   |        |        |
| Іраклі Лілуашвілі    | НП   | Грузія               | 2003      | Мерані              | Локомотив          | завершив кар'єру | 5 (0)    |        |        |
| Георгій Сілагава     | НП   | Грузія               | 2003-2004 | —                   | Амері              | без клубу        |          |        |        |
| Георгій Челідзе      | НП   | Грузія               | 2007      | Локомотив →         | Локомотив          | завершив кар'єру | 12 (1)   | 0      | 0      |
| Володимир Бурдулі    | ПЗ   | Грузія               | 2007-2008 | Кривбас             | Таврія             | завершив кар'єру | 19 (0)   | 0      | 0      |
| Георгій Цимакурідзе  | ЗХ   | Грузія               | 2007-2009 | Іллічівець          | Жиліна             | Мерані           | 37 (3)   | 2 (0)  | 0      |
| Джаба Ліпартія       | ПЗ   | Грузія               | 2011-2017 | ВІТ Джорджія        | Анжі               | Самтредіа        | 145 (11) | 14 (3) | 8 (0)  |
| Заурі Махарадзе      | ВР   | Грузія               | з 2018    | Олімпік             | —                  | Зоря             | 12 (-11) | 1 (-1) | 2 (-1) |
| Гігла Ахалая         | НП   | Грузія               |           |                     |                    |                  |          |        |        |
| Станіслав Кітто      | ЗХ   | Естонія              | 1995      | Нарва-Транс →       | Нарва-Транс        | завершив кар'єру | 4 (0)    |        |        |
| Олександр Марашов    | ПЗ   | Естонія              | 1995      | Нарва-Транс →       | Нарва-Транс        | завершив кар'єру | 5 (0)    |        |        |
| Сергій Жуненко       | ЗХ   | Казахстан            | 1992      | Кайрат              | Ротор              | завершив кар'єру | 12 (1)   |        |        |
| Патрік Ібанда        | ПЗ   | Камерун              | 2006-2007 | Арсенал             | Кривбас            | завершив кар'єру | 21 (0)   | 0      | 0      |
| Жюль Бага            | НП   | Камерун              | 2008-2009 | Чонбурі             | Чонбурі            | Ідінг Спорт      | 18 (1)   | 1 (0)  | 0      |
| Колінс Нгаха         | ПЗ   | Камерун              | 2008-2009 | Ністру              | Сталь Алчевськ     | Нива Вінниця     | 1 (1)    |        |        |
| Гаель Ондуа          | ПЗ   | Камерун              | 2018      | Вайле               | Анжі               | Анжі             | 0 (0)    |        |        |
| Леонардо Асеведо     | НП   | Колумбія             | 2018-2019 | Спортінг →          | Спортінг           | Варзін           | 10ів (0) | 1 (0)  | 0 (0)  |
| Руді Бебей-Ндей      | НП   | Республіка Конго     | 2006      | Сен-Мішель д'Уензе  | Дельта Телестар    | Леопарди         | 3 (0)    | 0      | 0      |
| Патрік Івоссо        | ЗХ   | Республіка Конго     | 2006      | Туар Фоот 79        | Венісьє            | без клубу        | 7 (0)    | 0      | 0      |
| Яннік Болі           | НП   | Кот-д'Івуар          | 2013-2014 | Чорноморець Бургас  | Анжі               | Колорадо Репідз  | 36 (14)  | 1 (0)  | 1 (1)  |
| Олексій Колесніковс  | ПЗ   | Латвія               | 2001-2002 |                     |                    |                  |          |        |        |
| Ігор Панкратьєв      | ПЗ   | Литва                | 1994-1995 | Сакалас             | Поділля            | завершив кар'єру | 11 (0)   |        |        |
| Ігор Панкратьєв      | ПЗ   | Литва                | 1997-1998 | Нива Тернопіль      | —                  | завершив кар'єру | 11 (0)   |        |        |
| Мохамед Ель-Буаззаті | ЗХ   | Марокко              | 2018      | Боруссія Дортмунд   | —                  | Зоря             | 2 (0)    | 0      | 0      |
| Вадим Кирилов        | НП   | Молдова              | 2005-2006 | Металург З          | Десна              | Балкани          | 10 (2)   |        |        |
| Юрій Мітєрєв         | НП   | Молдова              | 2006      | Чорноморець         | Дачія              | помер            | 5 (0)    | 0      | 0      |
| Андріан Богдан       | ВР   | Молдова              | 2007      | Уніспорт-Авто       | Алма-Ата           | завершив кар'єру | 2 (-3)   | 0      | 0      |
| Олександр Попович    | НП   | Молдова              | 2007      | Дніпро              | Тилігул-Тирас      | Динамо-Авто      | 21 (1)   | 0      | 0      |
| Вадим Болохан        | ЗХ   | Молдова              | 2008-2009 | Дачія               | Закарпаття         | Мілсамі          | 19 (0)   | 1 (0)  | 0      |
| Патрік Агбо          | НП   | Нігерія              | 2003      | Прикарпаття         | Донжань Доньченг   | завершив кар'єру | 12 (3)   |        |        |
| Онєкачі Нвоа         | НП   | Нігерія              | 2008      | Металіст →          | Металіст           | завершив кар'єру | 8 (1)    | 0      | 0      |
| Гаррісон Омоко       | ЗХ   | Нігерія              | 2008-2010 | Таврія              | Волинь             | Арсенал-Київщина | 40 (0)   | 2 (0)  | 0      |
| Лакі Ідахор          | НП   | Нігерія              | 2012-2014 | Таврія              | без клубу          | без клубу        | 38 (6)   | 2 (0)  | 0      |
| Еммануель Денніс     | НП   | Нігерія              | 2016-2017 | —                   | Брюгге             | Брюгге           | 22 (6)   | 1 (0)  | 3 (0)  |
| Йоель Абу Ханна      | ЗХ   | Німеччина            | з 2019    | Магдебург           | —                  | Зоря             |          |        |        |
| Вадим Александров    | ЗХ   | Росія                | 1992-1994 | Шахтар Караганда    | Іскра              | завершив кар'єру | 31 (1)   |        |        |
| Андрій Плетньов      | ПЗ   | Росія                | 1994      | Лада-Тольятті       | Зеніт              | завершив кар'єру | 7 (4)    |        |        |
| Руслан Педченко      | НП   | Росія                | 1996-1997 |                     |                    |                  |          |        |        |
| Роман Євменьєв       | ПЗ   | Росія                | 2004-2005 | Зірка               | НІстру             | завершив кар'єру | 16 (0)   |        |        |
| Вадим Фірсов         | ЗХ   | Росія                | 2004-2005 | Зірка               | Авангард Курськ    | завершив кар'єру | 24 (0)   |        |        |
| Максим Аристархов    | НП   | Росія                | 2007      | Терек               | Носта              | завершив кар'єру | 2 (0)    | 0      | 0      |
| Роман Ємельянов      | ПЗ   | Росія                | 2010-2011 | Шахтар →            | Шахтар             | Урал             | 14 (0)   | 3 (0)  | 0      |
| Ігор Калінін         | ПЗ   | Росія                | 2015      | Іллічівець          | Зірка              | Рубін            | 1 (0)    | 0      | 0      |
| Владимир Зеленбаба   | ПЗ   | Сербія               | 2007      | Інджія              | Кайсар             | без клубу        | 4 (0)    | 0      | 0      |
| Мирослав Риканович   | НП   | Сербія               | 2007      | Цемент              | Слога              | Сільц/Метц       | 6 (1)    | 0      | 0      |
| Мирко Буньєвчевич    | ЗХ   | Сербія               | 2007-2008 | Хайдук Кула         | Чукарички          | завершив кар'єру | 30 (3)   | 0      | 0      |
| Дарко Дуньїч         | ЗХ   | Сербія               | 2007-2008 | Кривбас             | Бастія             | завершив кар'єру | 34 (1)   | 0      | 0      |
| Ігор Петкович        | ЗХ   | Сербія               | 2008      | Динамо →            | Динамо             | завершив кар'єру | 4 (0)    | 0      | 0      |
| Михайло Цакич        | ПЗ   | Сербія               | 2011-2014 | Чукарички           | Белград            | Істіклол         | 14 (0)   | 0      | 0      |
| Нікола Ігнатьєвич    | ЗХ   | Сербія               | 2012-2015 | Црвена Звезда       | Раднички Ниш       | Рад              | 64 (0)   | 4 (0)  | 6 (1)  |
| Желько Любенович     | ПЗ   | Сербія               | 2012-2018 | Олександрія         | —                  | завершив кар'єру | 137 (23) | 12 (1) | 15 (3) |
| Анджело Качавенда    | ПЗ   | Сербія               | з 2017    | Воєводина           | —                  | Зоря             | 0        | 0      | 0      |
| Неманья Іванович     | НП   | Сербія               | з 2019    | Синджелич           | —                  | Зоря             | 6 (0)    | 0 (0)  | 0 (0)  |
| Лукаш Тесак          | ЗХ   | Словаччина           | 2010-2012 | Татран              | Торпедо            | Погроньє         | 33 (0)   | 3 (0)  | 0      |
| Алмір Сулейманович   | ЗХ   | Словенія             | 2006-2007 | Атлантас            | Ветра              | завершив кар'єру | 2 (0)    |        |        |
| Прінс Сегбефія       | ПЗ   | Того                 | 2014-2015 | Осер                | Елязигспор         | Гезтепе          | 9 (1)    | 3 (0)  | 2 (0)  |
| Тауфік Салхі         | ПЗ   | Туніс                | 2005-2008 | Стад Тунізьєн       | Восток             | завершив кар'єру | 13 (0)   | 0      | 0      |
| Аймен Бушхтуа        | НП   | Туніс                | 2006-2007 | Етуаль дю Сахель    | Арау               | завершив кар'єру | 2 (0)    | 0      | 0      |
| Гуванчмухамед Овеков | ПЗ   | Туркменістан         | 2006      | Навбахор            | Харків             | завершив кар'єру | 12 (1)   | 0      | 0      |
| Геннадій Шаріпов     | НП   | Узбекистан           | 1992      | Зарафшан            | Бухара             | завершив кар'єру | 6 (0)    |        |        |
| Франк Маду           | НП   | Франція              | 2011-2012 | АПОП Кінарас        | Віль               | без клубу        | 20 (2)   | 0      | 0      |
| Давід Фаупала        | НП   | Франція              | 2018      | Манчестер Сіті      | Аполлон            | Аполлон          | 13 (0)   | 0      | 0      |
| Юриця Пуліз          | ЗХ   | Хорватія             | 2007-2008 | Альтах              | Зрінськи           | Ядран            | 10 (1)   | 0      | 0      |
| Іван Родич           | НП   | Хорватія             | 2012-2013 | Істра 1961          | Говерла            | без клубу        | 19 (1)   | 0      | 0      |
| Кршеван Сантіні      | ВР   | Хорватія             | 2013-2016 | Інтер Запрешич      | Еносіс             | Осієк            | 31 (-44) | 3 (-2) | 1 (-1) |
| Мирко Райчевич       | ПЗ   | Чорногорія           | 2008-2009 | Будучност           | Чорноморець        | Тітоград         | 29 (2)   | 2 (0)  | 0      |
| Іцукі Урата          | ЗХ   | Японія               | з 2019    | Джіраванц Кітакюсю  | —                  | Зоря             | 0 (0)    | 0 (0)  | 0 (0)  |